# Heliconius telesiphe
Heliconius telesiphe é uma borboleta neotropical da família Nymphalidae e subfamília Heliconiinae, encontrada no oeste da cordilheira dos Andes, em altitudes entre 600 a 2.500 metros; no Equador, Peru e Bolívia, com seu tipo nomenclatural coletado neste último país e classificado por Doubleday em 1847, com a denominação de Heliconia telesiphe. Suas lagartas se alimentam de plantas do gênero Passiflora (família Passifloraceae).

## Descrição
Esta espécie, em vista superior e inferior, é de um negro aveludado, trazendo marcações vermelhas ou rosadas, características, em suas asas anteriores; podendo atingir o branco em populações do norte do Peru, da subespécie Heliconius telesiphe cretacea. Nas asas posteriores existe uma faixa longitudinal que pode ir do branco, em Heliconius telesiphe telesiphe e Heliconius telesiphe cretacea, atingindo o amarelo-pálido em Heliconius telesiphe sotericus, do Equador.

## Hábitos
Em ambientes de floresta tropical e subtropical úmida, em que vivem, normalmente os indivíduos voam baixo e com rapidez. No acasalamento, machos sentam-se nas crisálidas de fêmeas um dia antes de seu surgimento, com a fecundação ocorrendo na manhã seguinte, antes que a fêmea tenha eclodido completamente. Os adultos dormem durante a noite em pequenos grupos empoleirados de 2 a 10 metros acima do solo, em galhos ou gavinhas.

## Subespécies
E. telesiphe possui três subespécies:
- Heliconius telesiphe telesiphe - Descrita por Doubleday em 1847, de exemplar proveniente da Bolívia.
- Heliconius telesiphe sotericus - Descrita por Salvin em 1871, de exemplar proveniente do Equador (localidade-tipo: Guaymay).
- Heliconius telesiphe cretacea - Descrita por Neustetter em 1916, de exemplar proveniente do Peru ("French Guyana" na descrição).

## Mimetismo
Em seu habitat, Heliconius telesiphe possui uma cor claramente mimética com a da espécie Podotricha telesiphe, cuja distribuição geográfica é similar. Neste caso, a relação é de mimetismo mülleriano. Populações de P. telesiphe conseguem imitar a coloração das respectivas subespécies, H. telesiphe telesiphe e H. telesiphe sotericus, do Peru e Equador, adotando o branco ou amarelo-pálido em suas asas posteriores.